# Судебная медицина
Судебная медицина (англ. forensic pathology, нем. Rechtsmedizin, фр. médecine légale) — особый раздел медицины, который занимается применением медицинских и других знаний из области естественных наук для нужд органов правопорядка и юстиции. Судебная медицина представляет собой специальную медицинскую науку, систему научных знаний о закономерностях возникновения, способах выявления, методах исследования и оценки медицинских фактов, служащих источником доказательств при проведении расследования, предусмотренного законом. Например, проведение судебно-медицинских экспертиз помогает не только определить причину внезапной смерти или найти преступника, но и установить отцовство, степень родства, а также подробно исследовать любые биологические следы.
Судебная медицина — это отрасль медицины, которая представляет собой систему научных знаний, методик исследования и экспертной оценки фактов (объектов, процессов, явлений), на основе которой решаются вопросы медико-биологического характера, возникающие в деятельности работников правоохранительных органов в процессе судопроизводства, и некоторые конкретные задачи практического здравоохранения.

## История
Истоки судебной медицины уходят в глубокую древность. Первый дошедший до нас источник, в котором говорится о вскрытии трупа, — индийский медицинский трактат «Сушрута Самхита» (начало I в. до н. э.); сохранился и отчёт римского врача Антистия об осмотре в 44 г. до н. э. тела убитого Гая Юлия Цезаря. В 1247 году в Китае увидел свет пятитомный труд «Записки о смытии обиды» китайского учёного Сун Цы, представлявший собой своеобразный учебник по применению медицинских знаний при расследовании преступлений. Он содержал важные сведения по вопросам обследования трупа, отличительные признаки ранений, нанесённых различными видами оружия, описывалось, как определить, была ли жертва задушена или утоплена. В Европе первые научные труды по судебной медицине появились в начале XVII ст., а самым известным из них является книга «Судебно-медицинские вопросы», которую в 1621 г. издал в Риме Паоло Заккиас, признанный отцом современной судебной медицины. Из-за того, что на протяжении многих веков в Европе запрещали вскрывать умерших, врачам приходилось делать это тайно, в узком кругу посвящённых, ведь за осквернение человеческого тела грозило суровое наказание. Одно из таких вскрытий изобразил Рембрандт на картине «Урок анатомии доктора Тульпа».
С накоплением знаний в области анатомии в XIX ст. появились более подробные и научно обоснованные работы, в которых рассматривались теоретические и практические вопросы судебной медицины [1-3]. По-настоящему, однако, эта отрасль человеческого знания заявила о своих возможностях лишь в последние десятилетия прошлого века, когда на помощь экспертам пришли достижения биологии и генетики.
В конце XX века в США появились первые фермы трупов, где изучаются посмертные явления человеческого тела.

## Основные разделы современной судебной медицины
- Судебно-медицинская экспертиза живых лиц — раздел, изучающий особенности определения у живых лиц механизма и давности возникновения повреждений, а также тяжести вреда, причинённого здоровью.
- Судебно-медицинская танатология — раздел, изучающий процесс умирания и посмертные изменения органов и тканей применительно к целям и задачам судебно-медицинской экспертизы. Данные судебно-медицинской танатологии используются для решения таких вопросов, как факт наступления смерти, давность наступления смерти, положение тела после смерти; среда, в которой находился труп, время его нахождения там, и ряд других.
- Судебно-медицинская гистология — раздел, микроскопического изучения поражённой ткани, является важным инструментом патоморфологии (патологическая анатомия), так как верифицированный диагноз рака и других заболеваний обычно требует гистопатологического исследования образцов.
- Судебно-медицинская травматология — раздел, изучающий особенности механических повреждений, связанных со свойствами повреждающих предметов, прижизненностью, последовательностью и давностью повреждающего воздействия. Разрабатывает методы судебно-медицинской экспертизы механических повреждений, в том числе методы определения степени тяжести вреда, причинённого здоровью потерпевшего, и идентификации повреждающих предметов.
- Судебная психиатрия — отрасль психиатрии, задачей которой является изучение психических расстройств и других нарушений психической деятельности человека в их специальном отношении к определённым вопросам уголовного и гражданского права, а также уголовного и гражданского, и административного судопроизводств.
- Медицинская криминалистика — раздел судебной медицины, сочетающий в себе судебную антропологию, тафономию, криминалистику и занимающаяся вопросами идентификации личности,  трасологическими исследованиями следов механического воздействия  тупых и острых (режущими, колющими, колюще-режущими, рубящими, пилящими) орудий и свойств самих орудий (с целью идентификации орудия травмы), исследованием следов крови с целью определения механизма их образования, судебно-медицинской баллистикой, следов воздействия электрического тока, особенностей отложений металлов в области повреждений, выявлением микрочастиц в повреждениях, решает ситуационные вопросы.
- Судебно-медицинская токсикология — учение о механизмах действия, обнаружении и доказательстве воздействия ядовитых веществ на организм человека (наркотические вещества, алкоголь, медикаменты, бытовые, промышленные яды и пр.), главным образом, для посмертной диагностики отравлений.
- Судебно-медицинская биология — раздел судебной медицины, изучающий следы биологического происхождения на надклеточном уровне.
- Судебно-медицинская цитология — раздел судебной медицины, изучающий следы биологического происхождения на клеточном и субклеточном уровне.
- Судебно-медицинская генетика — учение о идентификации индивидуальных клеточных генных кодов для выявления степени родства между отдельными людьми и принадлежности биологических следов конкретным индивидуумам.
- Судебно-медицинский анализ брызг крови — раздел судебной медицины, изучающий брызги и пятна крови, что позволяет определять оружие нанесения удара, характеристики нанесения удара и местоположения жертвы и нападающего.

## Судебно-медицинская служба

### Судебно-медицинская служба в России
Представлена сетью региональных бюро, имеющих, как правило, статус Государственных учреждений здравоохранения. В субъекте федерации бюро учреждается администрацией субъекта РФ.
Бюро состоит из ряда отделов и отделений. Как правило это:
- Отдел судебно-медицинской экспертизы трупов
- Отдел судебно-медицинской экспертизы потерпевших, обвиняемых и др. лиц
- Отдел сложных и комиссионных экспертиз
- Отдел экспертизы вещественных доказательств
  - Судебно-химическое отделение
  - Судебно-биологическое отделение
  - Медико-криминалистическое отделение
  - Судебно-гистологическое отделение
- Организационно-методический отдел

Ведущим учреждением судебно-медицинской службы РФ является Федеральное государственное учреждение «Российский центр судебно-медицинской экспертизы Росздрава» (ФГУ «РЦСМЭ Росздрава»).
РЦСМЭ создан для научной разработки современных методов судебно-медицинской экспертизы живых лиц, трупов, вещественных доказательств, судебно-химического анализа и организационных основ судебно-медицинской экспертизы, а также выполнения особо сложных судебно-медицинских экспертиз по поручениям правоохранительных органов. На РЦСМЭ, как на головное судебно-медицинское научно-экспертное учреждение России, возложено научно-методическое обеспечение производства судебно-медицинских экспертиз, а также профессиональная подготовка и повышение квалификации государственных судебно-медицинских экспертов.

## Судебно-медицинские учреждения
В Российской Федерации судебно-медицинская экспертиза является государственной и входит в систему органов здравоохранения.
К её компетенции отнесены:
- экспертиза трупов в случаях насильственной смерти
- судебно-медицинское исследование трупов при подозрении на применение насилия или других обстоятельств, обусловливающих необходимость исследования трупа в судебно-медицинском порядке
- экспертиза потерпевших, подозреваемых, обвиняемых и других лиц, а также судебно-медицинское освидетельствование граждан для определения характера и тяжести вреда здоровью, возраста и разрешения иных вопросов, требующих познаний в области судебной медицины
- экспертиза вещественных доказательств биологического происхождения
- экспертиза по материалам уголовных и гражданских дел

Судебно-медицинские экспертизы производятся в областных, краевых и республиканских бюро судебно-медицинской экспертизы (бюро СМЭ), районных, межрайонных и городских отделениях судебно-медицинской экспертизы. Бюро СМЭ имеются и в ряде городов страны — Москве, Санкт-Петербурге, Сочи. Функции государственного судебно-медицинского учреждения выполняют также Российский центр судебно-медицинской экспертизы Росздрава, Бюро главной судебно-медицинской экспертизы Федерального медико-биологического агентства России, центры и лаборатории судебно-медицинской экспертизы системы Министерства обороны РФ.
В состав бюро СМЭ входят следующие структурные подразделения:
отделы: 
- танатологический (экспертиза и судебно-медицинское исследование трупа)
- экспертизы потерпевших, подозреваемых, обвиняемых и других лиц
- особо сложных экспертиз
- организационно-методический

отделения:
- биологическое
- судебно-химическое
- гистологическое
- цитологическое
- медико-криминалистическое
- геномной дактилоскопии

При большинстве бюро СМЭ имеются штатные дежурные группы, сотрудники которых в составе оперативно-следственных групп правоохранительных органов участвуют в осмотре трупов на месте их обнаружения. В подразделениях судебно-медицинской экспертизы, где такие группы отсутствуют, их работу выполняют штатные судебно-медицинские эксперты по специальному графику.

## Предмет судебной медицины
Предметом судебной медицины как теоретической основы судебно-медицинской экспертизы является научно-практическая разработка прежде всего таких разделов, как: 
- организационно-методическое обеспечение производства судебно-медицинской экспертизы;
- диагностика расстройства здоровья и смерти от разных видов внешнего воздействия (физического, химического, биологического, психического);
- установление сроков и механизмов образования повреждений в целях реконструкции обстоятельств события (происшествия);
- установление давности происхождения процессов и объектов судебно-медицинской экспертизы;
- идентификация личности, орудия травмы и иных объектов судебно-медицинской экспертизы;
- оценка состояния здоровья и степени тяжести причинённого вреда здоровью.

## Основания назначения и организация судебно-медицинской экспертизы живых лиц
Освидетельствование потерпевших, подозреваемых, обвиняемых и других лиц является одним из наиболее частых видов судебно-медицинской экспертизы. 
Она назначается:
- для установления характера и степени тяжести причинённого повреждением вреда здоровью, давности и механизма причинения повреждения;
- в целях определения степени утраты общей трудоспособности (в том числе при возбуждении гражданского иска о возмещении ущерба за причинение вреда здоровью в связи с полученной травмой);
- для оценки физического и психического состояния здоровья и его болезненных нарушений в случаях:

1. возникновения сомнения в способности свидетеля или потерпевшего правильно воспринимать обстоятельства, имеющие значение для дела, и давать о них правильные показания;
2. отказа свидетеля или обвиняемого явиться в суд под предлогом плохого состояния здоровья;
3. заявления подозреваемого или обвиняемого, содержащегося в следственном изоляторе, о невозможности участвовать в проведении следственных действий под предлогом плохого состояния здоровья;
4. отказа от призыва на военную службу и от выполнения обязанностей военной службы в связи с наличием заболевания (если оно не подтверждено медицинскими документами и обычным медицинским освидетельствованием);
5. необходимости установления следов бывших ранений;
6. определения нуждаемости потерпевшего в санаторно-курортном лечении, а также усиленном питании при возбуждении исков в гражданском процессе.